# Third Eye Blind (專輯)
《Third Eye Blind》是美國搖滾樂團心靈矇蔽合唱團的首張專輯，於1997年4月8日發行。這張專輯包含了五首單曲，其中包括告示牌單曲榜上前十名的《Semi-Charmed Life》、《Jumper》與《How's It Going to Be》。

## 評價
| 評論得分             | 評論得分 |
| 來源                 | 評分     |
| -------------------- | -------- |
| AllMusic             | [ 1 ]    |
| 克里斯特高的消費指南 | [ 2 ]    |
| 流行音樂百科全書     | [ 3 ]    |
| 娛樂週刊             | B        |
| 滾石專輯指南         | [ 5 ]    |

雖然《Third Eye Blind》在告示牌專輯榜上最高僅達到第25名並停留在榜上106週，但專輯中的三首單曲：《Semi-Charmed Life》、《Jumper》和《How's It Going to Be》都曾高居告示牌百強單曲榜的前10名 。這張專輯是樂團最暢銷的專輯，並獲得RIAA6次的白金唱片認證。

## 封面藝術
最初在美國發行的50萬份《Third Eye Blind》，其封面是由攝影師Christine Alicino所拍攝的金色色調照片，搭配暗紅色的樂團標誌，但在樂團的要求下，封面才更換為紅色調照片配黃色標誌的版本。英國及其他歐洲大陸國家發行的專輯封面仍保持金色的版本，日本發行的是青色調負片版本，而20周年紀念版的專輯封面則是黑色調版本。

## 曲目
| 曲序     | 曲目                                 | 时长  |
| -------- | ------------------------------------ | ----- |
| 1.       | Losing a Whole Year                  | 3:21  |
| 2.       | Narcolepsy                           | 3:49  |
| 3.       | Semi-Charmed Life（詞曲：Jenkins）   | 4:29  |
| 4.       | Jumper（詞曲：Jenkins）              | 4:33  |
| 5.       | Graduate                             | 3:10  |
| 6.       | How's It Going to Be                 | 4:14  |
| 7.       | Thanks a Lot                         | 4:58  |
| 8.       | Burning Man                          | 3:00  |
| 9.       | Good for You                         | 3:52  |
| 10.      | London                               | 3:07  |
| 11.      | I Want You（詞曲：Jenkins）          | 4:29  |
| 12.      | The Background                       | 4:57  |
| 13.      | Motorcycle Drive By（詞曲：Jenkins） | 4:23  |
| 14.      | God of Wine                          | 5:18  |
| 总时长： | 总时长：                             | 57:40 |

| 日版附贈曲目 | 日版附贈曲目      | 日版附贈曲目 |
| 曲序         | 曲目              | 时长         |
| ------------ | ----------------- | ------------ |
| 15.          | Tattoo of the Sun | 4:16         |
| 总时长：     | 总时长：          | 1:01:16      |

## 參與人員
心靈矇蔽合唱團
- Kevin Cadogan - 主音吉他（曲目1-14）；背景和聲（曲目1、3-6、10）；自鳴豎琴（曲目6）
- Brad Hargreaves - 爵士鼓（曲目3–5、7–10、12、14）
- Stephan Jenkins - 主唱（全曲目）；打擊樂器（曲目1、4–5、11、13–14）；鼓刷（曲目3）；吉他（曲目3、4、7、11）；編程（曲目3、13）；鍵盤編曲（曲目4、7、11、14）；爵士鼓（曲目11、13）；原聲吉他（曲目13）
- Arion Salazar - 電貝斯（曲目1–10、12–14）；背景和聲（曲目2、4–6、9、10、13）；鋼琴（曲目4）

客座樂手
- Michael Urbano - 爵士鼓（曲目1、2、6、13）
- Eric Valentine – 編程（曲目3、11、13）；鋼琴（曲目7、14）；吉他與鍵盤（曲目11）
- Tony Page – 大提琴（曲目6）

## 外部連結
- 專輯全曲（页面存档备份，存于）在YouTube